# Ocice (Racibórz)
Ocice (deutsch Ober Ottitz, älter Ottendorf) ist ein Stadtteil der Stadt Racibórz (Ratibor) im Powiat Raciborski (Landkreis Ratibor) in der Woiwodschaft Schlesien.

## Geografie
Ocice befindet sich im Südwesten von Racibórz.
Neben Ober-Ottitz gab es noch Mittel-Ottitz, Nieder-Ottitz, Ottitz-Schloss, Neu-Ottitz und die Kolonie Ottitz, welche bereits 1927 nach Ratibor eingemeindet wurden.

## Geschichte
Der Ort entstand spätestens im 13. Jahrhundert und wurde 1291 erstmals urkundlich als „Ottendorph“ erwähnt. Es folgten u. a. folgende Erwähnungen: 1294 „Ocycy seu Ottendorf“, 1298 „Ottendorf“, 1306 „Ottonis villa nuncupatur“, 1321 „Ottendorf“ und „Ottindorf“ und 1416 „Otticz“. Später entstanden verschiedene Anteile.
1742 kam der Ort mit dem Großteil Schlesiens an Preußen. Der Ort wurde 1784 im Buch Beytrage zur Beschreibung von Schlesien als Otti(t)z erwähnt und lag im Kreis Ratibor des Fürstentums Ratibor. Es wird als Vorwerk des Ortes Lekartau (Lekartow) erwähnt.
1865 bestand der Ort aus einer Gemeinde und einem Gut und 15 Häuslern, die auf ehemaligen Vorwerksländereien angesiedelt wurden. Das Gut war im Besitz von einem Herrn Reymann, davor von einem Professor Dr. Kuh.
Bei der Volksabstimmung in Oberschlesien am 20. März 1921 stimmten 179 Wahlberechtigte für einen Verbleib bei Deutschland und 25 für Polen. Ober-Ottitz verblieb beim Deutschen Reich. Bis 1945 befand sich der Ort im Landkreis Ratibor.
1945 kam der bis dahin deutsche Ort unter polnische Verwaltung und wurde in Ocice umbenannt und der Woiwodschaft Schlesien angeschlossen. 1950 wurde er in die Woiwodschaft Oppeln und 1975 in die Woiwodschaft Kattowitz eingegliedert. 1977 wurde der Ort nach Racibórz eingemeindet. 1999 kam der Ort zum wiedergegründeten Powiat Raciborski und zur neuen Woiwodschaft Schlesien.

## Sehenswürdigkeiten und Bauwerke
- Die Josefkirche, erbaut 1938 nach den Plänen von Hinssen im modernen Stil. 2013 wurden in der Kirche unter Beisein von Helmut Sauer Gedenktafeln für Carl Ulitzka und Bernhard Gade enthüllt.[5]
- Figur des heiligen Johannes Nepomuk aus Stein aus dem 19. Jahrhundert.
- Eine Villa aus den 1930er Jahren
- Die Grundschule im modernen Stil
- Ein Findling mit einer Marienfigur